# Sergej Šapošnikov
Sergej Iosifovič Šapošnikov (in russo Сергей Иосифович Шапошников?; Pietrogrado, 8 marzo 1923 – Mosca, 22 giugno 2021) è stato un calciatore e allenatore di calcio sovietico, di ruolo difensore.

## Palmarès
- Campionato sovietico: 2

CDKA Mosca: 1947, 1948
- Coppa dell'URSS: 1

CDKA Mosca: 1948